# 時代をつくった男 阿久悠物語
『時代をつくった男 阿久悠物語』（じだいをつくったおとこ あくゆうものがたり）は、2017年8月26日（土曜）21:18 - 23:18まで日本テレビ系『24時間テレビ 愛は地球を救う40』内で放送されたスペシャルドラマである。
昭和を代表する作詞家阿久悠の半生を描く。主演は亀梨和也（KAT-TUN ）。
平均視聴率は25.6%（ビデオリサーチ調べ、関東地区・世帯・リアルタイム）。

## あらすじ
2017年（平成29年）夏、深田雄子は海岸沿いで女子高生たちが「狙いうち」をスマートフォンで再生し盛り上がる中で彼女らに声をかけた後、深田公之の墓前に若者が楽しそうに歌ってくれていた事を報告する。
1963年（昭和38年）深田公之は、広告代理店「宣弘社」の社員時代、会社には内緒で放送作家のアルバイトを始め、その頃から「阿久 悠」（あくゆう）のペンネームを使い始める。その間に、会社同僚の雄子と出逢い、交際を経て、1964年（昭和39年）に結婚する。その後、宣弘社を退職してプロの放送作家に転向した阿久は、作詞家としての活動も開始し、数々のヒット曲を世に送り出す。
1971年（昭和46年）、阿久のもとに、日本テレビのプロデューサー・池沢に声を掛けられ、新番組の立ち上げに加わった。その新番組とは「テレビ局からスターを発掘する」という内容のオーデション番組で、番組のタイトルは『スター誕生!』に決まり、阿久も審査員として出演し、森昌子やピンク・レディーといった人気歌手を発掘させた。そして日本レコード大賞を3年連続受賞し、ヒットメーカーとして時代を動かす存在となった。
やがて1980年代に入り、娯楽の多様化やニューミュージックの台頭を経て作詞の依頼が減り、音楽が街中から溢れぬ世情や自身のスタイルが受け入れられぬ状況を嘆く中で盟友である上村一夫の弔辞を頼まれ、葬儀の後雄子から「時代を作る役目は十分果たした」の一言を受けた後「時代おくれ」を書きあげ、時代を追いかける思いを捨てつつも世の中を動かせる作品を作る思いを新たにした。
その後、現代で雄子は自宅で木箱から未発表詞「子供たちの未来をよろしく」の書かれた原稿用紙を見つける。

## キャスト
- 阿久悠（本名：深田公之） - 亀梨和也（KAT-TUN）
- 深田雄子（阿久の妻） - 松下奈緒
- 深田太郎（阿久の息子） - 志水透哉（5歳）、荒木飛羽（11歳）
- 上村一夫（漫画家、阿久の友人） - 田中圭
- 池沢文男（「スター誕生!」プロデューサー） - 八嶋智人
- 都倉俊一（作曲家、「スター誕生!」審査員） - 加藤シゲアキ（NEWS）
- 吉金章（「スター誕生!」チーフディレクター） - 和田正人
- 本城（阿久の元上司） - 東幹久
- 藤田（日本テレビプロデューサー） - 大野拓朗
- 石村幸三（芸能プロマネージャー） - 迫田孝也
- 飯塚（レコード会社ディレクター） - 袴田吉彦
- 東（「スター誕生!」ディレクター） - 尾上寛之
- 小野寺（「スター誕生!」ディレクター） - 牧田哲也
- 三木たかし（「スター誕生!」審査員） - コッセこういち
- 中村泰士（「スター誕生!」審査員） - 畠中正文
- 松田トシ（「スター誕生!」審査員） - 池谷のぶえ
- 江原（日本テレビ制作部長） - 梅沢富美男
- 双子タレント（シームレスストッキングのCM出演者） - MIOYAE[2]（二人は実際の双子姉妹）
- 宣弘社の先輩事務員 - 阿南敦子
- 佐々木則之（森山加代子担当ディレクター） - 辻修
- 「スター誕生!」スタッフ - 坂田直貴、向野章太郎
- 「スター誕生!」出場者（予選含む） - 風見梨佳、成木未菜、古橋桃子、柄文也
- トンカツ屋の店員 - 大藤由佳
- 上村一夫の妻 - 黒田よし子
- 三上紗弥、真田真帆、ライチ角谷、芳賀勇、遊馬萌弥、如月まりな、堀之内大輔、千田紗由美、保志乃寛典、関口巧笑、下尾悠馬、若林秀敏、小野寺ずる、金井大琥、小林研二、天野真実

## スタッフ
- 脚本 - 松田裕子
- 解説放送担当（アイパートナー） - 石丸博也
- 音楽 - 岡出莉菜（サウンドキッズ）
- サウンドデザイン - 石井和之
- 振付 - 土居甫、渡辺美津子
- 技術協力 - ジェニック
- 映像・音源提供 - テレビ東京、フジテレビジョン、日本放送協会（第21回NHK紅白歌合戦）、JOYSOUND
- 取材協力 - 阿久悠記念館、明治大学史資料センター、上村一夫オフィス
- 取材協力 - 吉岡正敏、金谷勲夫
- チーフプロデューサー - 福士睦
- プロデューサー - 加藤正俊、難波利昭（AXON）
- 協力プロデューサー - 岩間玄
- 演出 - 菅原伸太郎
- 企画協力 - オフィス・トゥー・ワン、（株）阿久悠
- 制作協力 - AXON
- 製作著作 - 日本テレビ

## その他
『24時間テレビ』のドラマスペシャルでは闘病記や障害者のノンフィクション作品がドラマ化されることが通例であり、原作付きではない著名人の生涯が取り上げられたのは本作が初めてであった。
エピローグに登場した未発表詞「子供たちの未来をよろしく」は、ドラマ終了直後につんく♂の作曲によって披露された。
本作放送翌日（8月27日）の『24時間テレビ40・PART5』（6:55 - 11:17）内において、11:00頃から特別企画「阿久悠メドレー」を実施（例年はドラマのモデルとなった人物のドキュメンタリーが放送される時間帯である）。披露された曲は次の通り。なおステージバックのモニターには阿久の生前の写真を初め、『日本テレビ音楽祭』や『全国高等学校サッカー選手権大会』などといった、曲に関する映像が映された。
- 『UFO』 - 増田恵子、MAX
- 『また逢う日まで』 - 宮迫博之
- 『ロマンス』 - 岩崎宏美
- 『ふり向くな君は美しい』 - ザ・バーズ、チアリーディング、櫻井翔、黒沢かずこ
- 『どうにもとまらない』 - 山本リンダ、渡辺麻友、山本彩
- 『学園天国』 - 玉元晃、後藤輝基、DAIGO、佐藤栞里
- 『勝手にしやがれ』 - 亀梨和也